# Fernando Rees

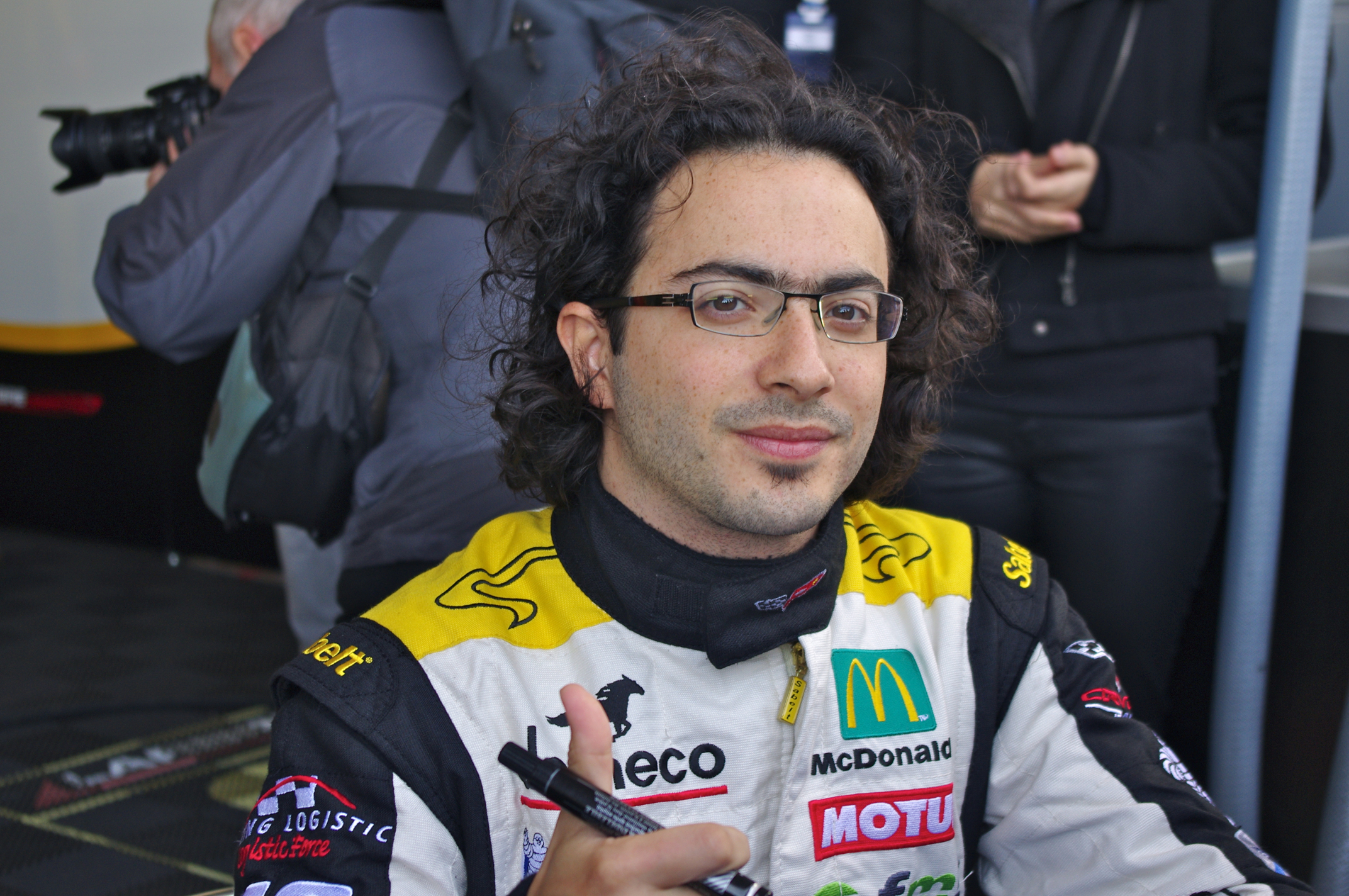
Fernando Rees op Silverstone in 2013.

Fernando Rees (São Paulo, 4 januari 1985) is een Braziliaans autocoureur.

## Carrière

### Formule Renault 2.0
Rees begon zijn autosportcarrière in het karting in 1993, waarin hij tot 2001 actief bleef. Dat jaar maakte hij zijn debuut in het formuleracing in de Italiaanse Formule Renault in de race op het Misano World Circuit, waarin hij dertiende werd.
In 2002 maakte Rees zijn fulltime debuut in de Italiaanse Formule Renault, maar wist voor de teams Bicar Racing en RC Motorsport geen punten te scoren. Daarnaast reed hij voor RC in drie races van de Eurocup Formule Renault 2.0 en voor M4T Motorsport twee races in de Braziliaanse Formule Renault.

### Formule 3
In 2003 keerde Rees terug naar zijn thuisland om deel te nemen aan het Zuid-Amerikaanse Formule 3-kampioenschap, waarin hij voor het team Cesário Fórmula één race won en zesde werd in de eindstand. Aan het eind van dat jaar kreeg Rees samen met vijf andere coureurs een testsessie aangeboden voor de Formule 3 Euroseries, waarin hij de enige testdag als snelste afsloot. Hij kon in 2004 echter niet fulltime aan de slag en nam enkel deel aan het openingsweekend van de Euroseries op de Hockenheimring bij het Swiss Racing Team, waarin hij beide races niet wist te finishen.

### Formule Renault 3.5
In 2005 begon Rees het seizoen in het Atlantic Championship, waarin hij de seizoensopener op het Stratencircuit Long Beach als negende afsloot als coureur van het team Brooks Associates Racing. Hierna keerde hij terug naar Europa en nam dat jaar vanaf het vierde raceweekend op het Circuit Bugatti deel aan de Formule Renault 3.5 Series bij het team Interwetten.com. Met een veertiende plaats op het Circuito Urbano Bilbao als beste resultaat eindigde hij puntloos op de 35e plaats in het kampioenschap.
In de winter van 2006 testte Rees voor het team Draco Racing in de Formule Renault 3.5 Series en sloot opnieuw de testdag als snelste af. Echter raakte hij zwaargewond bij een ongeluk tijdens een Formule 3000 International Masters-test op het Autodromo Nazionale Monza, waarbij hij twee ruggenwervels brak, drie andere wervels kneusde, een enkel brak en wonden in beide benen opliep. Als gevolg nam hij gedurende 18 maanden niet deel aan races.

### Le Mans Series
Na zijn revalidatie keerde Rees terug in de autosport tijdens het laatste evenement van de Le Mans Series in 2007 op zijn thuiscircuit, het Autódromo José Carlos Pace, waarin hij uitkwam voor het team Larbre Compétition. Samen met zijn teamgenoten Gregor Fisken, Steve Zacchia en Roland Bervillé boekte hij een overwinning in de GT1-klasse.
In 2008 maakte Rees zijn fulltime debuut in de Le Mans Series, maar stapte hij over naar de LMP2-klasse. Samen met Juan Barazi en Michael Vergers kwam hij uit voor het team Barazi-Epsilon. Vanwege technische problemen en crashes van zijn teamgenoten scoorde het team slechts één punt met een achtste plaats op de Nürburgring en eindigde het trio op een gedeelde 31e plaats in het klassement.
In 2009 bleef Rees actief bij Barazi-Epsilon in de LMP2-klasse van de Le Mans Series in een seizoen waarin het team oorspronkelijk besloot om alleen Rees en Bazari als coureurs in te zetten. Na twee races kondigde het team echter aan om per direct te stoppen met het kampioenschap, waardoor Rees de rest van het jaar niet meer in actie kwam.
In 2010 keerde Rees terug in de Le Mans Series bij zijn oude team Larbre Compétition. Samen met zijn teamgenoten Gabriele Gardel en Patrice Goueslard won hij drie races op het Autódromo Internacional do Algarve, de Hungaroring en op Silverstone en werd zo kampioen in de GT1-klasse van het kampioenschap.

### FIA World Endurance Championship
Na een korte pauze in 2011 keerde Rees in 2012 terug bij Larbre Compétition in het nieuwe FIA World Endurance Championship, waar hij Pedro Lamy verving na het eerste raceweekend. Hierna reed hij nog drie races voor het team, wat met Lamy, Julien Canal en Patrick Bornhauser als andere coureurs drie races won en zo de eerste kampioen werd in de LMGTE Am-klasse van het kampioenschap.
In 2013 bleef Rees actief bij Larbre in de LMGTE Am-klasse van het FIA WEC, waarin hij met uitzondering van de 24 uur van Le Mans alle races reed. Met opnieuw Canal en Bornhauser als teamgenoten behaalde hij twee podiumplaatsen in de eerste twee races van het seizoen op Silverstone en Spa-Francorchamps. Hierna ondervond het team veel last van de zogeheten "Balance of Performance"-straffen, die het kreeg vanwege het winnen van het voorgaande kampioenschap. Na een klacht van het team werden deze straffen weer verwijderd, maar Larbre had al te veel last gehad van de straffen en eindigde als vijfde in de eindstand.
In 2014 maakte Rees de overstap naar de LMGTE Pro-klasse van het FIA WEC, waarin hij uitkwam voor Aston Martin Racing. Met Alex MacDowall, Darryl O'Young en Abdulaziz Al Faisal als teamgenoten behaalde hij enkel een podiumplaats op de Fuji Speedway en eindigde op een gedeelde zesde plaats in het klassement.
In 2015 bleef Rees actief in de LMGTE Pro-klasse van het FIA WEC bij Aston Martin Racing, waar hij nu naast MacDowall ook Richie Stanaway en Stefan Mücke als teamgenoten kreeg. Dat jaar behaalde hij op Spa-Francorchamps zijn eerste zege in het kampioenschap. Tevens deed hij dat jaar voor het eerst mee aan de 24 uur van Le Mans, maar in de rest van het seizoen stond hij niet meer op het podium. Hierdoor werd hij zevende in de eindstand.
In 2016 reed Rees een derde seizoen bij Aston Martin Racing in de LMGTE Pro-klasse van het FIA WEC. Na de 24 uur van Le Mans, waarin het team zesde werd in hun klasse, werd hij echter vervangen door Darren Turner, alhoewel hij in de race op het Circuit of the Americas eenmalig terugkeerde als vervanger van Stanaway. Uiteindelijk eindigde hij op de twaalfde plaats in het kampioenschap.